# Obrium prosperum
Obrium prosperum är en skalbaggsart som beskrevs av Holzschuh 2008. Obrium prosperum ingår i släktet Obrium och familjen långhorningar. Inga underarter finns listade i Catalogue of Life.